# Семененкове
Семененкове — село в Україні, у Запорізькому районі Запорізької області. Входить до складу Павлівської сільської громади.
Площа села — 82 га., тут налічується 161 двір.
Кількість населення на 01.01.2007 р. — 472 чол.

## Географія
Село Семененкове знаходиться на лівому березі річки Солона, вище за течією на відстані 1 км розташоване село Василівка, нижче за течією на відстані 1 км розташоване село Берестове.
Село розташоване за 15 км від міста Вільнянськ, за 40 км від обласного центру. Найближча залізнична станція — Значкове — знаходиться за 6 км від села.

## Історія
Село засноване в 1905 році на землях поміщика Миргородського. Першими тут поселилися селяни Доновські та Семененки; хутір одержав назву Семененків.
7 (20) листопада 1917 року, відповідно до Третього Універсалу Української Центральної Ради, увійшло до складу Української Народної Республіки.
Внаслідок поразки Перших визвольних змагань хутір надовго окуповане більшовицькими загарбниками.
В 1932-1933 селяни пережили сталінський геноцид.
У 1934 році було створено сільськогосподарську артіль ім. Сталіна.
У 1935 році село було перейменовано на Кірова.
21 вересня 1943 року Червона армія захопила село в ході німецько-радянської війни.
З 24 серпня 1991 року село входить до складу незалежної України.
До 2016 адміністративний центр Семененківської сільської ради.
19 травня 2016 року село перейменоване на Семененкове.
12 червня 2020 року, відповідно до розпорядження Кабінету Міністрів України № 713-р «Про визначення адміністративних центрів та затвердження територій територіальних громад Запорізької області», село увійшло до складу Павлівської сільської територіальної громади.
19 липня 2020 року, в результаті адміністративно-територіальної реформи та ліквідації Вільнянського району, село увійшло до складу новоутвореного Запорізького району.
День села досі [коли?] відзначається 21 вересня.

## Населення

### Мова
Розподіл населення за рідною мовою за даними перепису 2001 року:
| Мова       | Кількість | Відсоток |
| ---------- | --------- | -------- |
| українська | 405       | 88.82%   |
| російська  | 46        | 10.08%   |
| білоруська | 2         | 0.44%    |
| вірменська | 2         | 0.44%    |
| румунська  | 1         | 0.22%    |
| Усього     | 456       | 100%     |

## Сьогодення
В селі Семенекове працює будинок культури, є загальноосвітня школа, сільськогосподарське підприємство ТОВ «Промінь».
В центрі села поблизу школи знаходиться братська могила вояків Червоної Армії і радянський пам'ятник односельцям, які загинули під час німецько-радянської війни.